# مصطفى خريف
مصطفى خرَيّف هو مصطفى بن إبراهيم خريف، ولد بمدينة نفطة بمنطقة الجريد عام 1909، وتوفي بمستشفى شارل نيكول بتونس العاصمة في 11 مارس 1967  ودفن بمسقط رأسه، شاعر وأديب تونسي.

## نشأته
قضى مصطفى خريف طفولته في مدينة نفطة التي تعرف باسم «الكوفة الصغرى»، وفي ربوعها ارتشف أولى قطرات الإبداع في بيئة «تقدّس» الأدب ووسط عائلة يتعاطى جلّ أبنائها الشعر  والأدب، حيث كان والده الشيخ المؤرخ إبراهيم خريف شغوفا مهتما بالتاريخ وألف كتاب «المنهج السديد في تاريخ الجريد». وكانت أختاه تنظمان الشعر باللهجة العامية، وبرز أخواه محمد الناصر والبشير على الساحة الأدبية حيث كان الأول أديبا وكان الثاني قصاصا. دخل مصطفى خريف الكتاب بمسقط رأسه وحفظ القرآن الكريم. وفي عام 1921 انتقل مع عائلته إلى العاصمة، حيث التحق بأحدى المدارس القرآنية العصرية، ثم أنخرط في التعليم الزيتوني عام 1926 

## علاقاته
ربط مصطفى خريف علاقات صداقة مع عدد ممن سيبرزون في مجال الأدب والشعر ومن بينهم جلال الدين النقاش ومحمود بورقيبة والهادي العبيدي وأبو القاسم الشابي وقد رثاه عند موته، والطاهر الحداد الذي كان نصيرا له بعد صدور كتابه امرأتنا في الشريعة والمجتمع، كما كان صديقا لعلي الدوعاجي وكانت الصلة بينهما وثيقة، وقد شارك خريف في جماعة تحت السور.

## في الصحافة
اهتم مصطفى خريف بالصحافة إذ كتب في جريدة «الصواب» مقالات اجتماعية ونشر فصولا في جريدتي «لسان الشعب» و«الوزير»، كما نشر مقالات نقدية في جريدة «السرور» لعلي الدوعاجي وكان يمضيها باسم «قلفة صحافي». ثم أنشأ بنفسه جريدة «الدستور». كما كتب في جريدة العمل لسان حال الحزب الحر الدستوري الجديد. وبالإضافة إلى ذلك ساهم في الإذاعة التونسية حيث كان من نجومها. وقد أشرف على برنامج هواة الأدب منذ عام 1958 

## شعره
لقد ولع مصطفى خريف منذ صباه بشعر المتنبي والشعر الأندلسي، كما كان يطالع ما كان يرد من الشرق العربي من كتب ومجلات ومما كان يجده من مترجمات للآثار الأدبية التي كانت تزخر بها مكتبة النادي الأدبي لجمعية قدماء الصادقية. وقد كتب مصطفى خريف القصة والمقال النقدي والزجل والأغنية ، إلا أنه عرف أكثر بأشعاره التي تمتاز بمتانة اللغة وعمق التصوير ووضوحه. وقد تأثر مصطفى خريف كغيره من أبناء جيله بالمدرسة الرومنطيقية وما جاء به أدب المهجر من قواعد شعرية جديدة فإن تأثّره بذلك الأدب ظلّ محدودا، على عكس صديقه الشابي. اهتم مصطفة خريف كذلك بدراسة الأدب الشعبي التونسي وألقى حوله المحاضرات على منابر النوادي الثقافية والأحاديث على موجات الإذاعة التونسية مما أهله للإشراف على مصلحة الأدب الشعبي بكتابة الدولة للتربية القومية.
نشر لمصطفى خريف ديوانان اثنان هما:
- شوق وذوق، الشركة التونسية لفنون الرسم، تونس 1965.
- شعاع، مطبعة المنار تونس، 1949

### من أشعاره
غنت له المطربة شبيلة راشد قصيدة شرع الحب بيني وبينك والتي لحنها الفنان خميس الترنان وفيها يقول:

### تحية لعيد العروبة
قيلت هذه القصيدة في عيد العروبة التي كانت النخب المثقفة التونسية تحتفل به في أعوام 1947 و1948، ومن بين ما جاء في قصيدته:

## تكريما له
نظمت وزارة الثقافة والمحافظة على التراث تظاهرة للاحتفال بمائوية مصطفى خريف تكريما له. وقد بدأت في أكتوبر 2010 وانتظمت العديد من التظاهرات الاحتفالية والندوات الأدبية والفكرية والمعارض سواء بالعاصمة أو بداخل البلاد وخاصة منها بمسقط رأسه  والقيروان  والكاف وبن عروس وبنزرت ومنوبة وسوسة والمنستير وصفاقس وغيرها. وبهذه المناسبة أصدر نور الدين صمود كتابا تحت عنوان: مصطفي خريف كما عرفته 

## مواضيع ذات صلة
- جماعة تحت السور
- المدرسة الرشيدية